# Clase triple E
Maersk clase Triple E La clase Maersk Triple E está considerada como la familia de portacontenedores con unos de los buques más grandes del mundo, con una eslora de 400 metros y 59 metros de manga. El grupo A.P. Møller-Mærsk hizo un contrato con los astilleros Daewoo de Okpo, Corea del Sur, para la construcción de 20 buques entre los años 2013-2015.
El nombre Triple E deriva de sus tres principios de diseño: "economía de escala, eficiencia energética y la mejora de medio ambiente" en inglés (Economy of scale, Energy efficient and Environmentally improved).
Los buques miden 400 metros de eslora (1312 pies), largo y 59 metros (194 pies) de manga, ancho. Aunque son sólo 3 metros (9,8 pies) de largo y 4 metros (13 pies) más anchos que los buques E-clase, los buques Triple E son capaces de llevar 2500 contenedores más. Con un calado de 14,5 metros (48 pies), que es demasiado profundo para cruzar el Canal de Panamá, pero pueden transitar el Canal de Suez al navegar entre Europa y Asia, entre Europa y Estados Unidos, y en otras rutas comerciales.
Una de las principales características de diseño de la clase son sus dos motores de 32 MW (43000 hp) es su ultra-larga carrera de los motores diesel de dos tiempos, que accionan dos hélices a una velocidad de 22 nudos. Más lento que el de sus predecesores, esta clase utiliza una estrategia conocida como navegación lenta, con la que se espera reducir el consumo de combustible en un 37% y las emisiones de dióxido de carbono por contenedor en un 50%.
Maersk utiliza los barcos para las rutas de servicio entre Europa y Asia, con una proyección de que las exportaciones chinas seguirán creciendo. El comercio entre Europa y Asia representa el mayor mercado de la empresa; que ya cuenta con 100 barcos que sirven esta ruta. Maersk espera consolidar su participación en el comercio entre Europa y Asia con la adición de los barcos de la clase Triple-E.

## Historia

### Buques de la clase

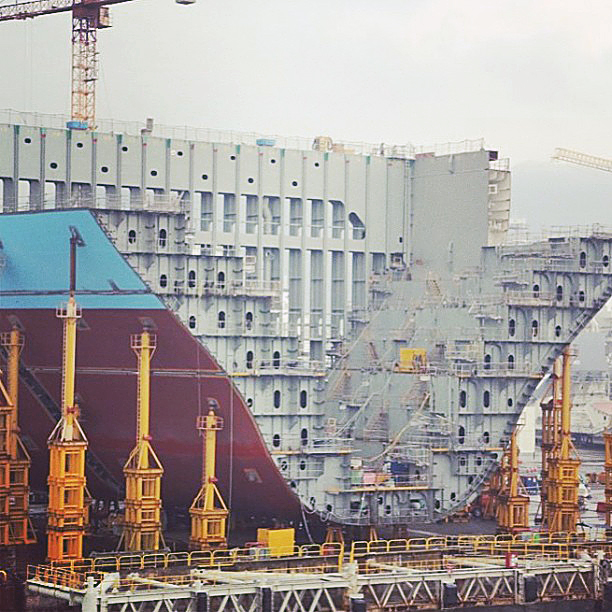
Section de un buque Triple E en construcción

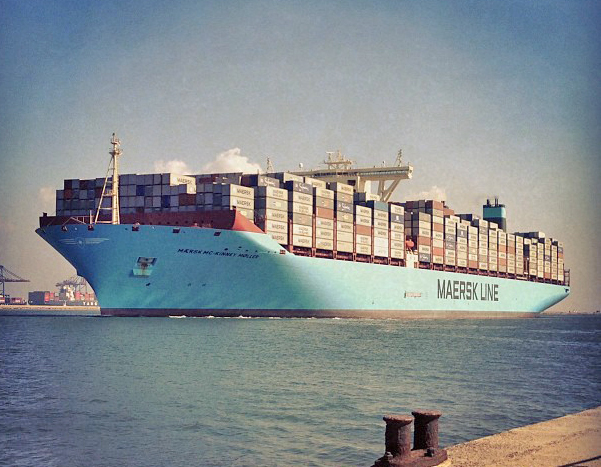
', pasando a través de Suez

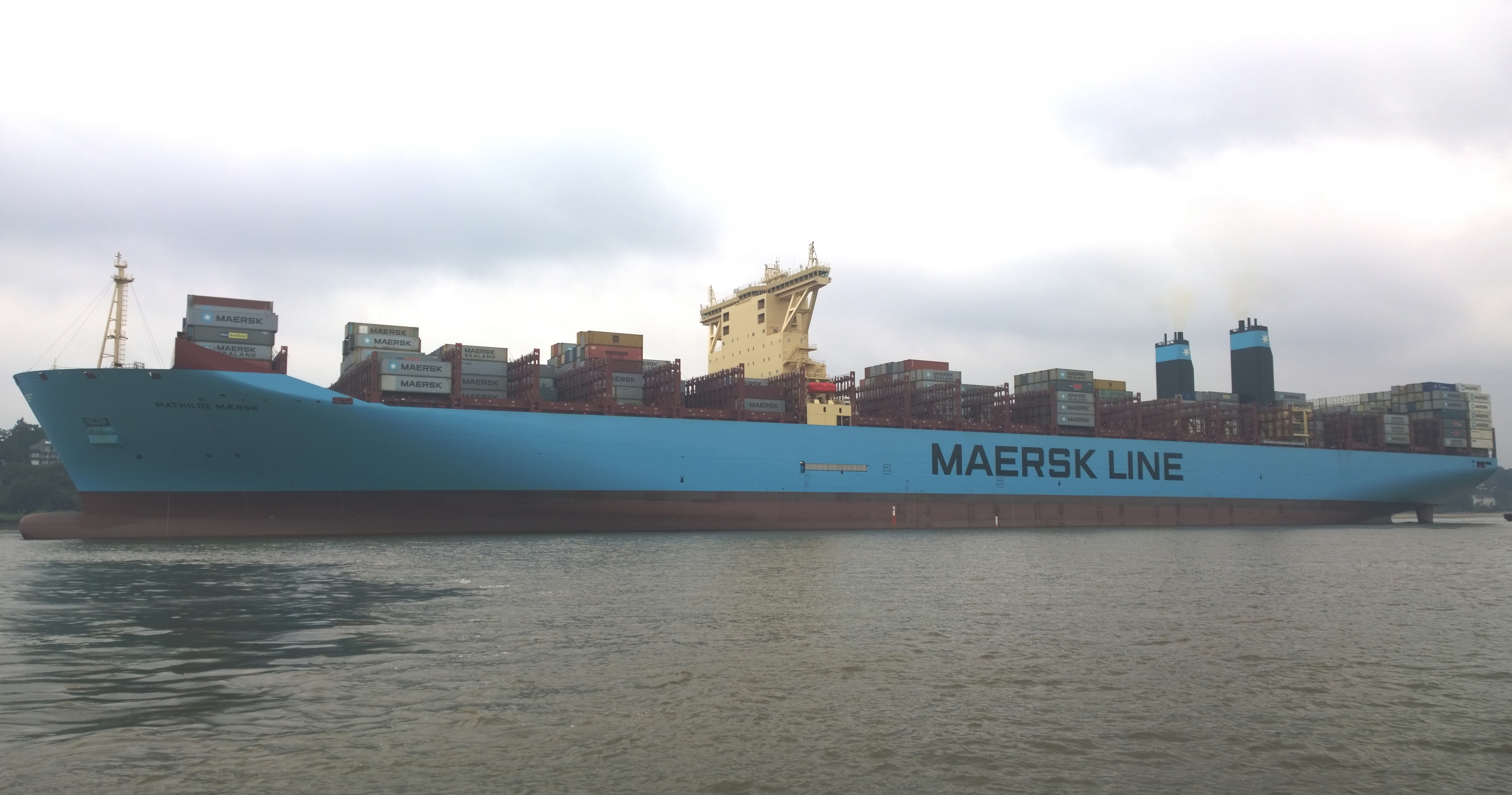
El Mathilde Mærsk en el río Elba en agosto de 2015

| Clase Maersk Triple E (1ª Generación) | Clase Maersk Triple E (1ª Generación) | Clase Maersk Triple E (1ª Generación) | Clase Maersk Triple E (1ª Generación) | Clase Maersk Triple E (1ª Generación) | Clase Maersk Triple E (1ª Generación) |
| N.º                                   | Nombre                                | número de astillero                   | número IMO                            | Entregado                             | Estatus                               |
| ------------------------------------- | ------------------------------------- | ------------------------------------- | ------------------------------------- | ------------------------------------- | ------------------------------------- |
| 1                                     | Mærsk Mc-Kinney Møller                | 4250                                  | 9619907                               | julio de 2013                         | en servicio                           |
| 2                                     | Majestic Mærsk                        | 4251                                  | 9619919                               | julio de 2013                         | en servicio                           |
| 3                                     | Mary Mærsk                            | 4252                                  | 9619921                               | agosto de 2013                        | en servicio                           |
| 4                                     | Marie Mærsk                           | 4253                                  | 9619933                               | septiembre de 2013                    | en servicio                           |
| 5                                     | Madison Mærsk                         | 4254                                  | 9619945                               | octubre de 2013                       | en servicio                           |
| 6                                     | Magleby Maersk                        | 4255                                  | 9619957                               | noviembre de 2013                     | en servicio                           |
| 7                                     | Maribo Mærsk                          | 4256                                  | 9619969                               | enero de 2014                         | en servicio                           |
| 8                                     | Marstal Mærsk                         | 4257                                  | 9619971                               | abril de 2014                         | en servicio                           |
| 9                                     | Matz Mærsk                            | 4258                                  | 9619983                               | junio de 2014                         | en servicio                           |
| 10                                    | Mayview Mærsk                         | 4259                                  | 9619995                               | junio de 2014                         | en servicio                           |
| 11                                    | Merete Mærsk                          | 4262                                  | 9632064                               | agosto de 2014                        | en servicio                           |
| 12                                    | Mogens Mærsk                          | 4263                                  | 9632090                               | septiembre de 2014                    | en servicio                           |
| 13                                    | Morten Mærsk                          | 4264                                  | 9632105                               | octubre de 2014                       | en servicio                           |
| 14                                    | Munkebo Mærsk                         | 4265                                  | 9632117                               | enero de 2015                         | en servicio                           |
| 15                                    | Maren Mærsk                           | 4266                                  | 9632129                               | marzo de 2015                         | en servicio                           |
| 16                                    | Margrethe Mærsk                       | 4267                                  | 9632131                               | abril de 2015                         | en servicio                           |
| 17                                    | Marchen Mærsk                         | 4268                                  | 9632143                               | mayo de 2015                          | en servicio                           |
| 18                                    | Mette Mærsk                           | 4269                                  | 9632155                               | mayo de 2015                          | en servicio                           |
| 19                                    | Marit Mærsk                           | 4270                                  | 9632167                               | junio de 2015                         | en servicio                           |
| 20                                    | Mathilde Mærsk                        | 4271                                  | 9632179                               | junio de 2015                         | en servicio                           |
| Clase Maersk Triple E (2ª Generación) |                                       |                                       |                                       |                                       |                                       |
| 21                                    | Madrid Mærsk                          | 4302                                  | 9778791                               | 7 de abril de 2017                    | en servicio                           |
| 22                                    | Munich Mærsk                          | 4303                                  | 9778806                               | 15 de junio de 2017                   | en servicio                           |
| 23                                    | Moscow Mærsk                          | 4304                                  | 9778818                               | 14 de julio de 2017                   | en servicio                           |
| 24                                    | Milan Mærsk                           | 4305                                  | 9778820                               | 13 de septiembre de 2017              | en servicio                           |
| 25                                    | Monaco Mærsk                          | 4306                                  | 9778832                               | 30 de octubre de 2017                 | en servicio                           |
| 26                                    | Marseille Mærsk                       | 4307                                  | 9778844                               | 4 de enero de 2018                    | en servicio                           |
| 27                                    | Manchester Mærsk                      | 4308                                  | 9780445                               | 8 de enero de 2018                    | en servicio                           |
| 28                                    | Murcia Mærsk                          | 4309                                  | 9780457                               | 28 de febrero de 2018                 | en servicio                           |
| 29                                    | Manila Mærsk                          | 4310                                  | 9780469                               | 29 de marzo de 2018                   | en servicio                           |
| 30                                    | Mumbai Mærsk                          | 4311                                  | 9780471                               | 3 de mayo de 2018                     | en servicio                           |
| 31                                    | Maastricht Mærsk                      | 4312                                  | 9780483                               | 10 de enero de 2019                   | en servicio                           |
| Fuente: Equasis, grosstonnage         |                                       |                                       |                                       |                                       |                                       |